# 미우치 스즈에
미우치 스즈에(美内すずえ, 1951년 2월 20일 ~)는 일본의 만화가이다. 대표작으로는 《유리가면》, 《요귀비전》 등이 있다.

## 경력
1967년 16세의 나이에 산과 달과 아기 너구리(山の月と子だぬきと)라는 작품으로 데뷔했다. 1976년 하나토유메에 유리가면을 연재하기 시작했고 동 만화로 1995년 일본만화가협회상 우수상을 수상했다. 1982년에는 《요괴비전》으로 제6회 고단샤 만화상을 수상했다. 유리가면은 잦은 연재 중단으로 연재 개시 후 30년 이상 지난 지금까지도 미완의 작품으로 남아 있다. 미우치는 우주신령을 믿는 신흥종교 O-EN NETWORK를 결성하면서 만화 작업을 중단했으나, 2008년 3월부터 다시 작품을 그리기 시작했다.